# Elofsonia susitnensis
Elofsonia susitnensis är en kräftdjursart som beskrevs av Forester och Brouwers 1985. Elofsonia susitnensis ingår i släktet Elofsonia och familjen Loxoconchidae. Inga underarter finns listade i Catalogue of Life.